# Zieleniec (Swarzędz)
Zieleniec – zniesiona nazwa występująca w wykazie urzędowych nazw miejscowości i ich części, odnosząca się do część miasta Swarzędza. W SIMC, pod numerem 0971525.
Uchwałą nr LXIX/727/2023 z dnia 28 marca 2023 r. Rada Miejska w Swarzędzu wystąpiła do Ministra Spraw Wewnętrznych i Administracji, za pośrednictwem wojewody wielkopolskiego, z wnioskiem o zniesienie tej urzędowej nazwy.
Z uzasadnienia do uchwały wynika, że wymieniona nazwa części miasta Swarzędza: Zieleniec, nie posiada lokalizacji przestrzennej, która stanowi istotny element Państwowego Rejestru Nazw Geograficznych prowadzonego przez Głównego Geodetę Kraju. Nazwa ta nie istnieje na terenie miasta Swarzędza i nie posiada żadnych mieszkańców.
Nazwę zniesiono z 2025 r.